# 1445
Năm 1445 là một năm trong lịch Julius.